# Кантонмент Панагода
Кантонмент Панагода — кантонмент, расположенный в одноимённом городе в Западной провинции Шри-Ланки. Является штаб-квартирой ряда полков армии Шри-Ланки и крупным арсеналом. Тут же базируется 11 дивизия армии Шри-Ланки. Здесь также расположен один из главных военных госпиталей, входящий в Медицинский корпус армии Шри-Ланки. Кантонмент построен в 1953 году.

## Список полков, чьи штаб-квартиры расположены в кантоменте
- Полк лёгкой пехоты Шри-Ланки
- Артиллерия Шри-Ланки
- Корпус связи Шри-Ланки
- Полк инженерных войск
- Корпус поддержки армии Шри-Ланки
- Корпус боеприпасов армии Шри-Ланки
- Медицинский корпус армии Шри-Ланки
- Корпус общих работ армии Шри-Ланки